# Пустынная неясыть
Пустынная неясыть (лат. Strix hadorami) — вид сов рода неясытей, выделенный в 2015 году из ранее описанного вида Strix butleri. Обитает в ряде стран Ближнего Востока.

## Систематика
В 1878 году британский орнитолог Аллан Юм описал новый вид неясытей по типовому экземпляру, полученному им предположительно с территории современного Пакистана. Вид получил название Asio butleri (позже переклассифицирован в Strix butleri) в честь Эдварда Батлера — знакомого Юма, приславшего ему типовой экземпляр. Вскоре после этого в орнитологическом журнале Stray Feathers появилось письмо натуралиста Генри Тристрама, сообщающее о том, что шкурка аналогичной совы с горы Синай находится в его распоряжении уже десять лет. С этого момента экземпляры Юма и Тристрама считались принадлежащими к одному виду.
В дальнейшем совы вида, описанного Юмом, встречались очень редко, с момента описания до следующего наблюдения и получения нового экземпляра (оба — на Аравийском полуострове) прошло около 70 лет. В дальнейшем практически все наблюдения и пойманные птицы были связаны со странами Ближнего Востока (включая африканскую часть Египта и остров Сокотру); напротив, с момента описания птицы этого вида никогда не были замечены в Пакистане, что вызывает сомнения в правильности описания места поимки типового экземпляра.
В начале второго десятилетия XXI века начали появляться сообщения о серьёзных отличиях между экземплярами Strix butleri, наблюдаемыми в разных регионах Ближнего Востока — как по оперению, так и по голосу. Наконец, в 2015 году было опубликовано исследование международной группы орнитологов, на основании морфометрического и генетического анализа установившей, что различия между разными популяциями S. butleri, наблюдаемыми с одной стороны в Египте, на Сийском полуострове и в Израиле, а с другой — в Омане (и, возможно, в Южном Пакистане и Иране, то есть вдоль обоих побережий Ормузского пролива и Оманского залива), достаточны, чтобы рассматривать их, как разные виды. В частности, анализ цепочек ДНК голотипа S. butleri и других экземпляров, относимых ранее к этому виду, показал, что они различаются более чем на 10 % (сопоставимая разница была обнаружена у каждого из этих экземпляров с другими видами неясытей.
Новый вид, представляющий западную часть предполагавшегося ареала, получил видовое имя Strix hadorami в честь израильского орнитолога Адорама Ширихая. Ширихай был первым орнитологом, сумевшим получить живой образец данного вида (в 1975 году в заповеднике Эйн-Геди), и первым, кто обратил внимание на морфометрические различия между экземплярами из разных регионов. Типовой экземпляр нового вида — самка из ущелья Вади-Кельт к северо-востоку от Иерусалима.

## Внешний вид и образ жизни
Общая длина тела голотипа — 320 мм, длина хвоста — 142 мм, размах крыла — 249 мм. Половой диморфизм практически отсутствует, самки лишь немного крупнее самцов. Верхняя часть тела преимущественно серовато-коричневая, на шее и голове ближе к песочной, охристой или палевой, с тёмно-коричневыми пятнами и пестринками. Лицевые диски грязно-белые или песочно-серые, непосредственно под и над глазами светло-коричневая кайма. Хвостовые и маховые перья песчано-охристые с тёмно-коричневыми полосками. Оперение на нижней части тела светлее, с преобладанием палевых, светло-песочных и светло-коричневых тонов, почти без тёмных отметин, но с рыжеватой каймой в передней части тела. Ещё светлее оперение нижней части тела ближе к подхвостью, где оно становится практически белым, «штаны» грязно-белые.
S. hadorami обитает в каменистых пустынных регионах, изобилующих скальными поверхностями, чаще всего в глубоких вади (ущельях и сухих руслах), используя расселины в скалах для устройства гнёзд. Встречается на высотах от уровня моря (в южном Омане и вокруг Мёртвого моря) до 2800 м над уровнем моря (на юго-западе Саудовской Аравии). Брачный период в Израиле с марта по август, на юге в более раннее время — к марту в Омане уже заканчивается сезон ухаживания, а кладка яиц на Аравийском полуострове проходит с начала февраля по конец апреля. В кладке по разным наблюдениям 3—5 яиц, инкубационный период 34—39 дней, ещё 30—40 дней проходит до момента, когда птенцы снимаются с гнезда. В рацион входят грызуны и мелкие насекомоядные млекопитающие, реже гекконы, воробьиные и членистоногие — скорпионы, жуки и кузнечики.

## Ареал и охранный статус
Большинство известных популяций, ранее приписывавшихся S. butleri, за исключением типового экземпляра, может рассматриваться как популяции S. hadorami на основании анализа музейных образцов и фотографий. Таким образом, ареал S. hadorami по-видимому включает Аравийскую пустыню в Египте; Синайскую пустыню и горы вокруг монастыря Св. Екатерины; юг и восток Израиля (Негев и Иудейскую пустыню, зафиксировано не менее 76 локаций); восточный берег реки Иордан и пустыню Вади Рам на юго-востоке Иордании; запад Саудовской Аравии и разрозненные локации в северной, северо-восточной и центральной частях этой страны; восточную и юго-западную части мухафазы Дофар в Омане; и, вероятно, Йемен. В северном Омане, по всей видимости, обитает S. omanensis, который может быть видовым синонимом S. butleri или его подвидом.
Поскольку вид был описан только в 2015 году, единодушного признания он к настоящему времени не получил. Хотя S. hadorami уже представлен в таксономической базе Национального центра биотехнологической информации (NCBI), ему ещё не посвящён отдельный раздел в Красной книге и не присвоен охранный статус. Общая популяция на Аравийском полуострове оценивается примерно в 3000 взрослых пар; на территории Израиля в 1980-е годы обитало предположительно около 200 пар, но в последние годы численность вида в Израиле сокращается из-за сокращения ареала, из которого неясытей вытесняет пустынный филин. В частности, в Иудейской пустыне S. hadorami, возможно, сохранился только в четырёх из ранее зафиксированных десяти локаций в сухих речных руслах.